# Takanomyia basalis
Takanomyia basalis là một loài ruồi trong họ Tachinidae.